# سايمون بريت
سايمون بريت (بالإنجليزية: Simon Brett)‏‏ (28 أكتوبر 1945 - ) كاتب، وروائي، وكاتب مسرحي، ومنتج تلفزيوني، وكاتب للأطفال من المملكة المتحدة.

## الجوائز
- الخنجر الماسي لكارتييه [الإنجليزية]‏
- زميل في الجمعية الملكية للأدب

## روابط خارجية
- سايمون بريت على موقع IMDb (الإنجليزية)
- سايمون بريت على موقع ميوزك برينز (الإنجليزية)
- سايمون بريت على موقع قاعدة بيانات الفيلم (الإنجليزية)